# Глава администрации Гонконга
Глава администрации Гонконга (официально — Исполнительный директор Специального административного района Гонконг Китайской Народной Республики) — представитель Специального административного района Гонконг и глава правительства Гонконга. Эта должность была создана для замены должности губернатора Гонконга, который являлся представителем монарха Соединённого Королевства во время британского правления. Должность, предусмотренная Основным законом Гонконга, была официально учреждена 1 июля 1997 года, когда суверенитет Гонконга был передан от Соединённого Королевства в пользу Китайской Народной Республики.
Функции Исполнительного директора включают назначение главных должностных лиц после согласования с Центральным правительством Китая (Государственным советом), которое возглавляет Премьер-министр, ведение международных отношений, назначение судей и других должностных лиц, предоставление согласия на принятие законодательства Законодательным советом и вручение наград. Основной закон наделяет главу исполнительной власти широкими полномочиями, но обязывает его до принятия важных политических решений, внесения законопроектов в Законодательный совет, принятия вспомогательного законодательства и роспуска Законодательного совета действовать только после консультации с Исполнительным советом. Исполнительный совет состоит из официальных и неофициальных членов, включая Главного административного секретаря — самого старшего должностного лица и главу правительственного секретариата, отвечающего за надзор над администрацией правительства.
Исполнительный директор имеет звание «Достопочтенный» и занимает первое место по значимости во власти в Гонконге в порядке приоритета. Официальная резиденция главы исполнительной власти — Дом правительства в центральной части острова Гонконг.
В настоящее время Исполнительным директором является Джон Ли, который был избран 2022 году, назначен Центральным народным правительством КНР в соответствии с указом Государственного совета, подписанным премьер-министром Ли Кэцяном и вступил в должность 1 июля 2022 года. Предыдущая глава являлась Кэрри Лам — первая женщина в этой должности.

## Список глав администрации Гонконга
| № | Фотография     | Глава (Годы жизни)                             | Срок вадминистрации | Срок вадминистрации | Выборы |
| - | -------------- | ---------------------------------------------- | ------------------- | ------------------- | ------ |
| 1 |                | Дун Цзяньхуа Tung Chee-hwa 董建華 (род. 1937)  | 1 июля 1997         | 12 марта 2005       | 1996   |
| 1 | 2002           | Дун Цзяньхуа Tung Chee-hwa 董建華 (род. 1937)  | 1 июля 1997         | 12 марта 2005       |        |
| 1 | 7 лет 254 дня  | Дун Цзяньхуа Tung Chee-hwa 董建華 (род. 1937)  |                     |                     |        |
| 2 |                | Дональд Цанг Donald Tsang 曾蔭權 (род. 1944)   | 21 июля 2005        | 30 июня 2012        | 2005   |
| 2 | 2007           | Дональд Цанг Donald Tsang 曾蔭權 (род. 1944)   | 21 июля 2005        | 30 июня 2012        |        |
| 2 | 7 лет 9 дней   | Дональд Цанг Donald Tsang 曾蔭權 (род. 1944)   |                     |                     |        |
| 3 |                | Лян Чжэньин Leung Chun-ying 梁振英 (род. 1954) | 1 июля 2012         | 30 июня 2017        | 2012   |
| 3 | 4 года 364 дня | Лян Чжэньин Leung Chun-ying 梁振英 (род. 1954) |                     |                     | 2012   |
| 4 |                | Кэрри Лам Carrie Lam 林鄭月娥 (род. 1957)      | 1 июля 2017         | 30 июня 2022        | 2017   |
| 4 | 4 года 364 дня | Кэрри Лам Carrie Lam 林鄭月娥 (род. 1957)      |                     |                     | 2017   |
| 5 |                | Джон Ли John Lee 李家超 (род. 1957)            | 1 июля 2022         | Текущий             | 2022   |
| 5 | 3 года 17 дней | Джон Ли John Lee 李家超 (род. 1957)            |                     |                     | 2022   |